# Дневниковые медиа-панели
Дневниковые медиапанели (англ. diary media panels) — метод сбора данных в исследованиях медиа, при котором респондент ведёт дневниковые записи о своём поведении и поведении окружающих в процессе медиапотребления (просмотра телевизора, прослушивания радио, потребления интернет-контента). Медиапанель может дополняться данными электронных систем.

## Методика проведения
Для проведения исследования отбирается группа людей, которая в течение длительного времени вносит в специальные дневники необходимую информацию. Для того, чтобы респондент не был перегружен, заполнение дневников происходит с интервалами в 15 минут. Каждую неделю исследователь собирает дневники и выдает новые. В целом участие респондента в панели может занимать от одной недели до месяца.
Часто исследователи сравнивают данные, полученные от респондента, с измерениями электронных систем. К ним относятся, например, измерения специальными приборами потребляемого интернет-трафика, фиксация поведения телезрителей (какие телеканалы респондент смотри и как долго). В роли респондентов могут выступать как отдельные индивидуумы, так и целые семьи, и организации. Наиболее распространены семейные дневниковые панели.

## Телевизионный индекс Нильсена
Наиболее известной компанией, занимающейся измерениями телевизионной аудитории, является Nielsen Television Index.
В 1987 году, благодаря дневниковым медиа-панелям, компания начала определять не только то, какие передачи смотрят, но и то, кто их смотрит. Для измерения телевизионных аудиторий использовался электронный аудиметр с запоминающим устройством. Он регистрировал время включения телевизора, длительность работы и просматриваемые каналы. Эти данные хранились в аудиметре и передавались с помощью телефонных линий в центральный компьютер. Далее, из дневников респондентов извлекалась информация о том, кто смотрел телевизор в этот период времени. Полученные данные называются аудилогами. В итоге исследователи получали данные об объёме зрительской аудитории и её демографические характеристики.
В целом компания анализировала около миллиона дневников в год.
Однако сенью 1987 года Нильсен заменил свою систему аудиметров и дневников счетчиками количества зрителей. С помощью таких счетчиков вся информация регистрируется автоматически, членам семьи достаточно только обозначить свое присутствие нажатием кнопки. Счетчики количества зрителей стали основным способом измерения национальных телевизионных аудиторий.
После этого компания Nielsen Media Research подверглась критике. Представители Fox Broadcasting Co. и NBC обвинили компанию в небрежном отборе респондентов и в искажении результатов. Fox утверждает, что в городе Джексон, штат Миссисипи, местная телекомпания попадала в рейтинги, даже не выходя в эфир. Представители телесети обвиняют Nielsen в постоянной недооценке роли подростков, которые обычно не утруждают себя нажатием кнопок счетчиков. Nielsen признает, что такие проблемы существуют.

## История медиа-панелей в России
В России вместе с возникновением конкуренции между СМИ в 1990-х годах, возникла необходимость исследования аудитории. Коммерческому телевидению и рекламодателям нужно было узнать свою конкретную целевую аудиторию.
Тогда в 1992 году английская компания Gallup Poll запустила Russian Media Monitor — непрерывное дневниковое панельное исследование теле- и радиоаудитории европейской части России с объёмом выборки 600 респондентов по 10 крупнейшим городам. Поскольку объём выборки был незначителен, результаты таких измерений были неточными.
Со временем объём выборки увеличивался, и в сентябре 1994 года для панельного исследования «Russian Media Monitor» он был увеличен до 1 000 респондентов, и оператором стала компания «Russian Research».
В октябре 1995 года в проекте «Russian Media Monitor» выборка для панельного исследования стала семейной, её объём увеличился до 2 800 респондентов. Изменилась и географическая структура выборки, хотя проект по-прежнему не выходил за пределы европейской части России.
В 1993 году начала свою деятельность на рынке исследований аудитории СМИ компания «КомКон-2». Первым её проектом было измерение аудитории ТВ в Москве. К 1995 году компания начала проведение национальной телевизионной дневниковой панели с общим объёмом выборки 1600 семей. Однако в итоге компания не смогла удержаться на рынке, проиграв в конкурентной борьбе с «Russian Research».
В 1999 году компания «Gallup Media» (с января 2000 года — «Taylor Nelson Sofres»), реализовала проект «Gallup TV Index», который предполагал использование нового для России инструмента исследования — электронного мониторинга телеаудитории. Тем самым «Gallup Media» вытеснила компанию «Russian Research» из бизнеса социологических исследований телевизионной аудитории.
Как в случае с компанией Nielsen, на смену дневниковым исследованиям пришел счетчик количества зрителей. Данные о том, кто смотрит телевизор, «Gallup Media» получала благодаря специальной кнопке на пульте, закрепленной за каждым членом семьи, на которую он должен был нажимать.

## Критика
Поскольку дневниковый метод основан на принципе самозаполнения, существует множество факторов, «снижающих качество дневниковой информации». К ним относятся: технические ошибки в заполнении дневника, подтасовывание фактов, недостаточная информативность респондента о поведении других членов семьи в процессе медиапотребления. К подтасовыванию фактов приводит отсутствие контроля за респондентом со стороны исследователя. В таком случае респондент может заполнить дневник за несколько дней сразу, отметить то, что на самом деле не смотрел или не читал..
Использование электронных систем не защищает исследование от искажения получаемых данных. Во время проведения панели респонденты могут изменять собственное поведение, потреблять только социально-одобряемый контент. Кроме того, если телевизор включен, то это ещё не значит, что его смотрят.
Также к недостаткам дневниковых панелей следует отнести нерепрезентативность результатов. Это означает, что данные исследования не могут характеризовать всех потребителей медиа в стране. Медиа-панели упускают из вида различные меньшинства.